# Areasekans hyperbolicus und Areakosekans hyperbolicus
Areasekans hyperbolicus und Areakosekans hyperbolicus gehören zu den Areafunktionen. Sie sind die Umkehrfunktionen zu Sekans hyperbolicus bzw. Kosekans hyperbolicus. Als Funktionen werden sie {\displaystyle \operatorname {arsech} } oder seltener {\displaystyle \operatorname {sech} ^{-1}} bzw. {\displaystyle \operatorname {arcsch} (x)} und seltener {\displaystyle \operatorname {csch} ^{-1}(x)} geschrieben.

## Definitionen
Man definiert den Areasekans hyperbolicus und Areakosekans hyperbolicus meist über:
{\displaystyle \operatorname {arsech} (x)=\ln \left({\frac {1+{\sqrt {1-x^{2}}}}{x}}\right)}
{\displaystyle \operatorname {arcsch} (x)={\begin{cases}\ln \left({\frac {1+{\sqrt {1+x^{2}}}}{x}}\right)&,{\text{für }}x>0\\\ln \left({\frac {1-{\sqrt {1+x^{2}}}}{x}}\right)&,{\text{für }}x<0\end{cases}}}
Hierbei steht {\displaystyle \ln } für den natürlichen Logarithmus.

## Eigenschaften
|  |  |

|                    | Areasecans hyperbolicus                             | Areakosekans hyperbolicus                                    |
| ------------------ | --------------------------------------------------- | ------------------------------------------------------------ |
| Definitionsbereich | {\displaystyle 0<x\leq 1}                           | {\displaystyle -\infty <x<+\infty \,;\,x\neq 0}              |
| Wertebereich       | {\displaystyle 0\leq f(x)<+\infty }                 | {\displaystyle -\infty <f(x)<+\infty \,;\,f(x)\neq 0}        |
| Periodizität       | keine                                               | keine                                                        |
| Monotonie          | streng monoton fallend                              | {\displaystyle x\neq 0} streng monoton fallend               |
| Symmetrien         | keine                                               | Ungerade Funktion {\displaystyle f(x)=-f(-x)}                |
| Asymptote          | {\displaystyle f(x)\to 0} ; {\displaystyle x\to +1} | {\displaystyle f(x)\to 0} ; {\displaystyle x\to \pm \infty } |
| Nullstellen        | {\displaystyle x=1}                                 | keine                                                        |
| Sprungstellen      | keine                                               | keine                                                        |
| Polstellen         | {\displaystyle x=0}                                 | {\displaystyle x=0}                                          |
| Extrema            | keine                                               | keine                                                        |
| Wendepunkte        | {\displaystyle x={\frac {1}{2}}{\sqrt {2}}}         | keine                                                        |

### Spezielle Werte
Es gilt:
{\displaystyle \operatorname {arcsch} \,2=\ln \Phi }
wobei {\displaystyle \!\ \Phi } den goldenen Schnitt bezeichnet.

## Reihenentwicklungen
{\displaystyle {\begin{alignedat}{2}\operatorname {arsech} (x)&=\ln \left({\frac {2}{x}}\right)-\sum _{k=1}^{\infty }{\frac {(2k-1)!!x^{2k}}{(2k)!!2k}}&\qquad \mathrm {f{\ddot {u}}r} \,0<x\leq 1\\\operatorname {arcsch} (x)&=\sum _{k=1}^{\infty }{\frac {P_{k-1}(0)}{k}}x^{k}\\&=\sum _{k=1}^{\infty }{\frac {(-1)^{k}\cdot ({\tfrac {1}{2}})_{k-1}}{(2k-1)(k-1)!}}\,x^{1-2k}\end{alignedat}}}
Dabei ist {\displaystyle P_{k}} das {\displaystyle k}-te Legendre-Polynom und {\displaystyle ({\tfrac {1}{2}})_{n}} steht für das Pochhammer-Symbol.

## Ableitungen
{\displaystyle {\frac {\mathrm {d} }{\mathrm {d} x}}{\rm {arsech}}(x)=-{\frac {1}{x{\sqrt {1-x^{2}}}}}}.
{\displaystyle {\frac {\mathrm {d} }{\mathrm {d} x}}\operatorname {arcsch} (x)=-{\frac {1}{|x|{\sqrt {1+x^{2}}}}}}.

## Integrale
Stammfunktionen des Areasekans hyperbolicus und Areakosekans hyperbolicus sind:
{\displaystyle \int \operatorname {arsech} (x)\,\mathrm {d} x=x\cdot \operatorname {arsech} (x)-\arctan \left({\sqrt {{\frac {1}{x^{2}}}-1}}\right)+C}
{\displaystyle \int \operatorname {arcsch} (x)\,\mathrm {d} x=x\cdot \operatorname {arcsch} (x)+\ln \left(x+x{\sqrt {1+{x}^{-2}}}\right)+C.}

## Umrechnung und Beziehungen zu anderen trigonometrischen Funktionen
{\displaystyle \operatorname {arsech} \,(x)=\operatorname {arcosh} \left({\frac {1}{x}}\right)}
{\displaystyle \operatorname {arcsch} \,(x)=\operatorname {arsinh} \left({\frac {1}{x}}\right)}